# Lasseube-Propre
Lasseube-Propre – miejscowość i gmina we Francji, w regionie Oksytania, w departamencie Gers.
Według danych na rok 1990 gminę zamieszkiwało 210 osób, a gęstość zaludnienia wynosiła 14 osób/km² (wśród 3020 gmin regionu Midi-Pireneje Lasseube-Propre plasuje się na 853. miejscu pod względem liczby ludności, natomiast pod względem powierzchni na miejscu 766.).